# Керн, Йохан Хендрик Каспар
Йохан Хендрик Каспар Керн (6 апреля 1833 — 4 июля 1917) — голландский лингвист и востоковед.

## Биография
Хендрик Керн родился в семье голландцев в яванском городе Пурвореджо в Голландской Ост-Индии, но когда ему было шесть лет, его семья вернулась в Голландию. Когда Керн пошел в среднюю школу, он добавил сверх учебной программы к своим предметам необязательные английский и итальянский языки.
В 1850 году он поступает в Утрехтский университет, но в 1851 году переводится в Лейденский университет, чтобы воспользоваться удобным случаем изучать санскрит у профессора А. Рутгерса. После получения докторской степени в 1855 году он переезжает в Берлин, где продолжает изучение санскрита как ученик Альбрехта Вебера, занимаясь также германскими и славянскими языками.
По своём возвращении в Голландию в 1858 году Керн занял пост лектора греческого языка в Маастрихте. В 1863 году ученый получил звание и должность профессора в Варанаси, Индия, где он обучал санскриту в колледжах до 1865 года, когда ему предложили возглавить кафедру санскрита в Лейденском университете. Керн оставался здесь до своего увольнения в 1903 году, когда он переехал в город Утрехт.

## Научная деятельность
Вместе с Х. Н. ван дер Тууком Керн считается одним из отцов-основателей востоковедения в Голландии. Его интерес к языкам был огромен, как показывает его решение заняться английским и итальянским языками, несмотря на то, что он был еще учеником. Кроме того, он показал и экстраординарные способности к изучению и овладению многими языками.
Вначале его исследования были ограничены индоевропейскими языками, от германской ветви до санскрита. Его диссертация, озаглавленная Specimen historicum exhibens scriptores Graecos de rebus Persicis Achaemenidarum monumentis collatos (1855), расширила область его интересов до древнеперсидского, показав, что надписи на этом языке могут использоваться для изучения Древней Персии. Пока был в Бенаресе, он занялся изучением дравидийских языков, а также изучил в течение года венгерский в достаточном объеме, чтобы читать на этом неиндоевропейском языке художественную литературу. Также Керн изучал малайский язык.
В 1874 году он выпустил издание работы астронома Арьябхаты, которая стала первой публикацией шрифтом нагари в Голландии.
Отдельно от изучения санскрита Керн заложил основы для исследований австронезийских языков голландскими учеными. В 1879 году он работал по камбоджийским надписям, затем его внимание переключилось на кави (древнеяванский) и в 1886 году доказал, что фиджийский язык и полинезийские языки родственны. Он был первым ученым, предположившим, что океанийские языки входят в состав австронезийских (или малайско-полинезийских, как их тогда называли), и в 1906 году он опубликовал исследование анеитьюм и эрроманга, двух языков южноокеанийской подветви.
Многосторонность Керна проявилась также в исследованиях по культуре. Его «История буддизма в Индии» (1881—1883) показывает всестороннее владение данным предметом. Однако автор критиковался за недостаточное понимание восточных астрологии и мистицизма, что частично может проистекать из его позитивистского подхода. Считается, что Керн также питал глубокую неприязнь к современным ему младограмматикам.
Имя учёного носит Институт Керна, связанный с изучением языков и культур стран Южной Азии и Гималаев. Институт Керна является частью Лейденского университета.